# Polycera herthae
Polycera herthae is een slakkensoort uit de familie van de Polyceridae. De wetenschappelijke naam van de soort is voor het eerst geldig gepubliceerd in 1963 door Ev. Marcus & Er. Marcus.